# Рађеновићи (Сребреница)
Рађеновићи су насељено мјесто у општини Сребреница, Република Српска, БиХ. Према попису становништва из 2013. у насељу је живјело 93 становника.

## Становништво 1991.
По посљедњем службеном попису становништва из 1991. године, насељено мјесто Рађеновићи имало је 510 становника, сљедећег националног састава:
| Националност | 1991.      |
| Муслимани    | 510 (100%) |
| Укупно       |            |

| Демографија | Демографија | Демографија |
| Година      | Становника  | Становника  |
| ----------- | ----------- | ----------- |
| 1971.       | 360         |             |
| 1981.       | 411         |             |
| 1991.       | 510         |             |
| 2013.       | 93          |             |